# Dolní Marklovice
Dolní Marklovice este o arie protejată (arie specială de conservare — SAC, sit de importanță comunitară — SCI) din Republica Cehă întinsă pe o suprafață de 39,69 ha, integral pe uscat.

## Localizare
Centrul sitului Dolní Marklovice este situat la coordonatele 49°53′55″N 18°34′13″E / 49.898611°N 18.570278°E.

## Înființare
Situl Dolní Marklovice a fost declarat sit de importanță comunitară în aprilie 2005 pentru a proteja 1 specie de animale. Situl a fost protejat și ca arie specială de conservare în iulie 2013.

## Biodiversitate
Situată în ecoregiunea continentală, aria protejată nu include niciun habitat protejat.
La baza desemnării sitului se află o specie protejată de  amfibieni: buhai de baltă cu burta roșie (Bombina bombina).